# جيمس لينكولن
جيمس لينكولن (29 أكتوبر 1981 في المملكة المتحدة - ) (بالإنجليزية: James Lincoln)‏ هو لاعب كريكت بريطاني. لعب مع Kent Cricket Board ‏.

## وصلات خارجية
- جيمس لينكولن على موقع إي آس بي آن كريك إنفو (الإنجليزية)